# Salzburger Eisenbahn Transportlogistik
Die Salzburger Eisenbahn Transportlogistik GmbH  (kurz: SETG) ist ein im Jahr 2001 gegründetes Eisenbahnverkehrs-Unternehmen (EVU) mit Sitz in Salzburg. Das Unternehmen transportiert überwiegend in den Ländern Österreich und Deutschland Ganzzüge mit eigenen sowie geleasten Elektro- und Dieselloks.

## Geschichte

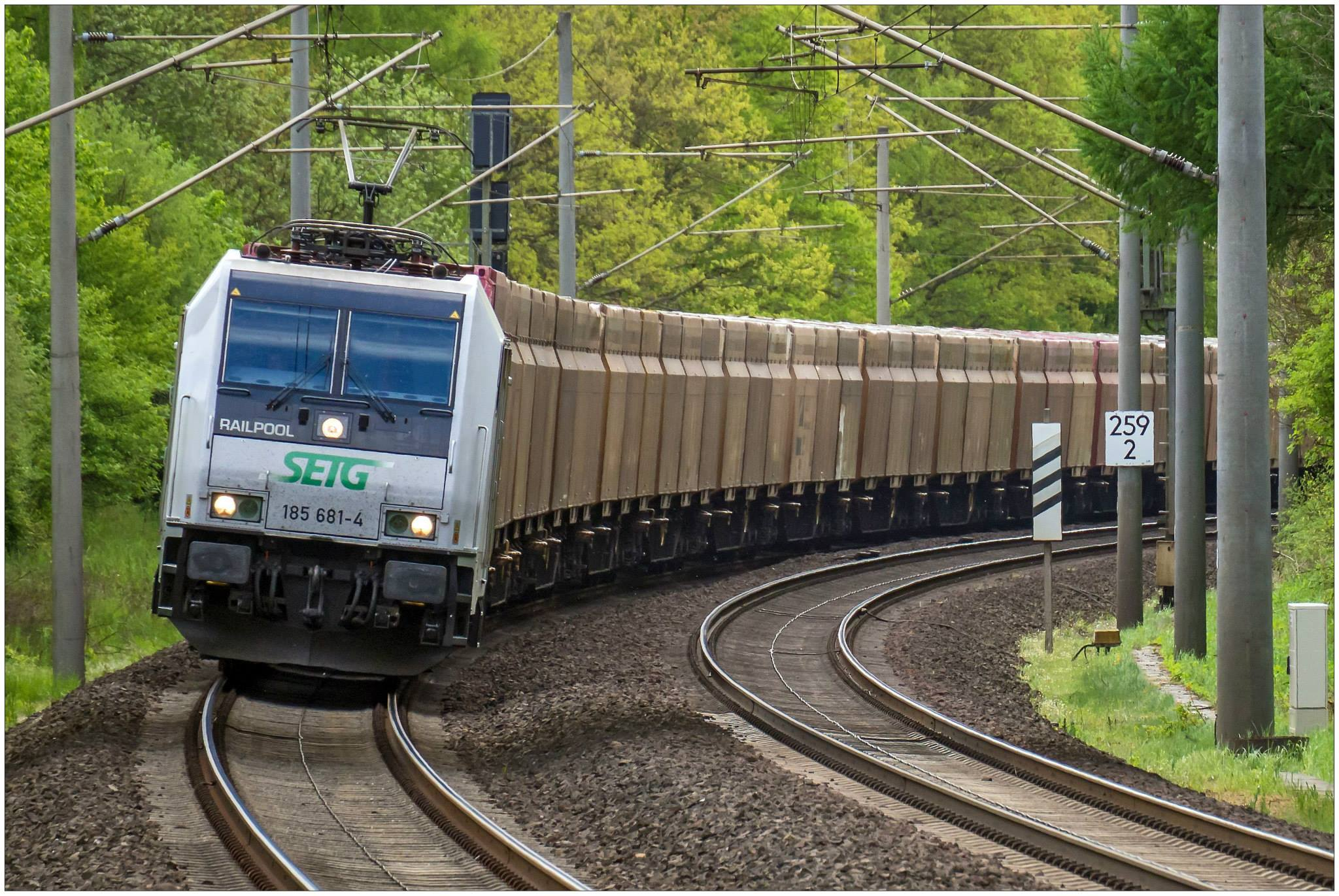
185 681 mit Hackschnitzelzug bei Hamburg-Friedrichsruh

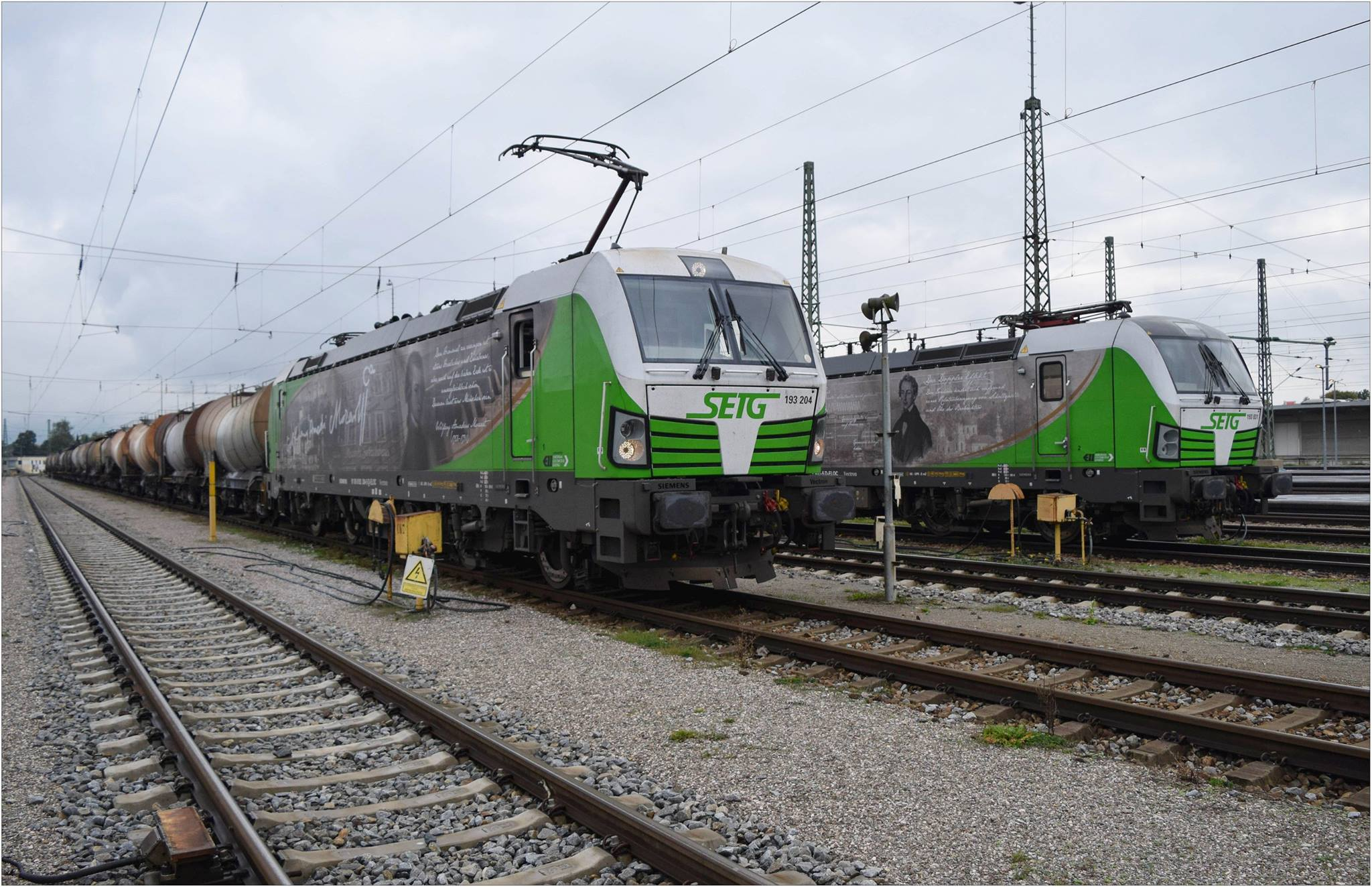
193 204 „Wolfgang Amadeus Mozart“ und 193 831 „Christian Doppler“ in Freilassing

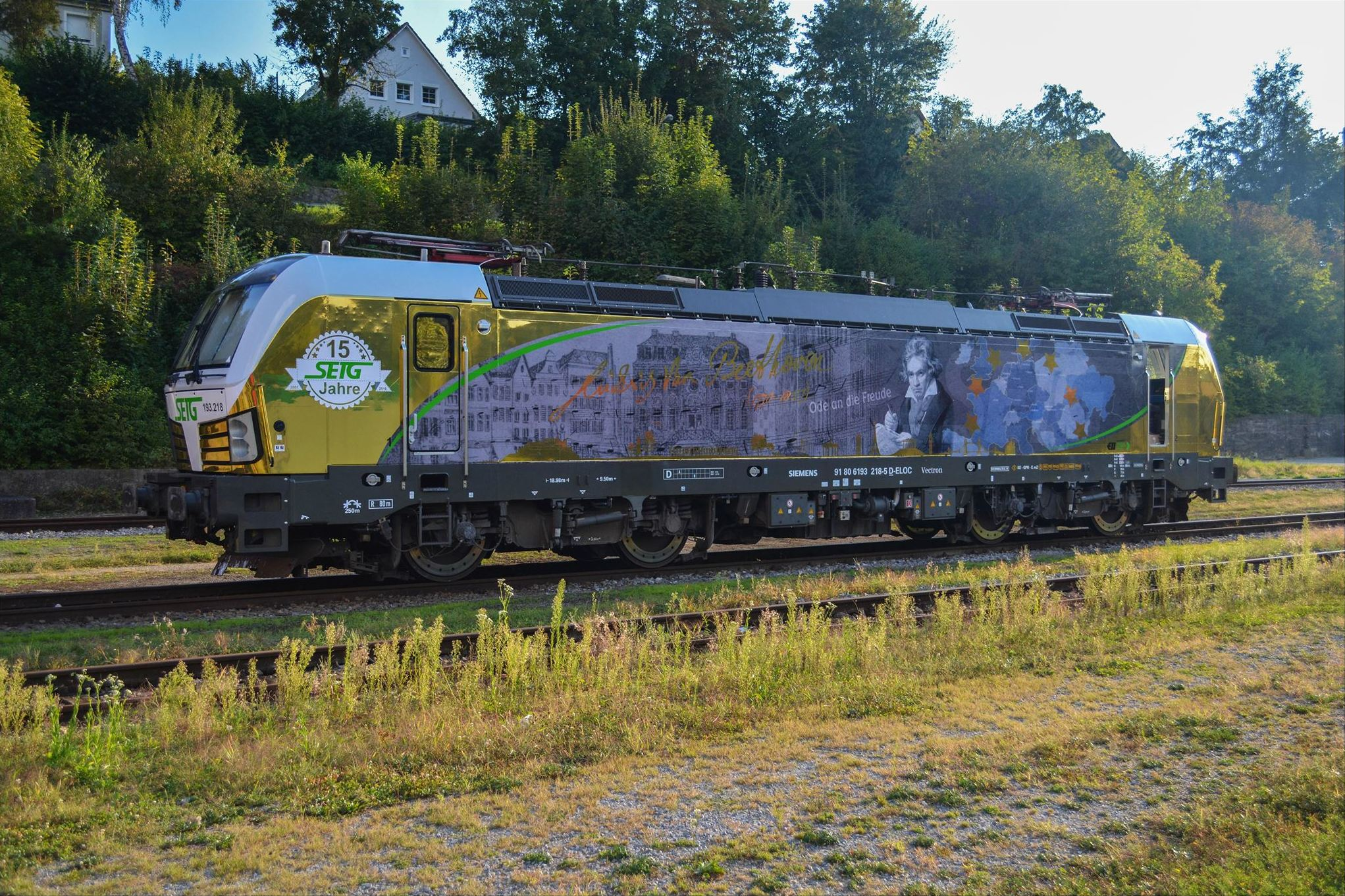
Die SETG 193 218 „The Proud of Europe“ Vectron zum 15 Jahres Jubiläum kurz nach Fertigstellung in Passau.

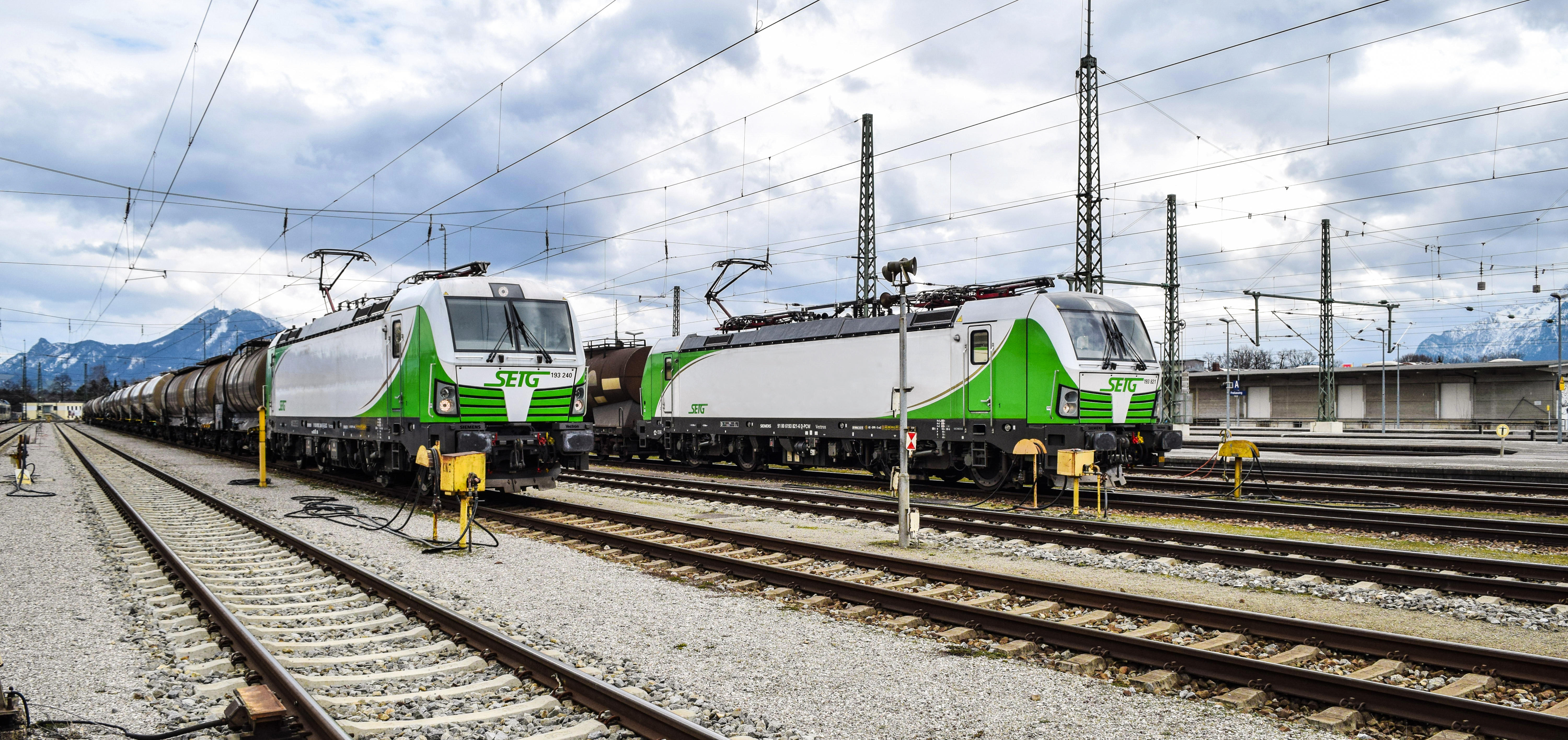
SETG 193 240 „Kevin“ und 193 821 „Daniel“ warten in Freilassing auf Ausfahrt ihrer Züge Richtung Rosenheim

Die Salzburger Eisenbahn Transportlogistik wurde am 22. August 2001 von drei Gesellschaftern gegründet. Die Anteile hielten zu Beginn: 45 % Mittelweserbahn, 45 % H. Kühne Treuhand und 10 % Gunther Pitterka. Seit 2010 ist das Unternehmen zu 100 % im Besitz seines Geschäftsführers Gunther Pitterka.
Bereits im Gründungsjahr 2001 wurden erste Rundholz-Ganzzüge für Kunden in Mecklenburg-Vorpommern gefahren. Anfangs bediente man sich für die Zugförderung des Gesellschafters Mittelweserbahn. Im Juni 2003 wurde das Ecco-Cargo-Netz, ein Privatbahnnetz für Einzelwagen- und Wagengruppensendungen in Deutschland und Österreich, gestartet. 2004 wurde gemeinsam mit der M. Kaindl KG in Salzburg der Kaindl-Shuttle auf die Schiene gebracht, welcher seither zweimal täglich als Werksverkehr zwischen den Kaindl-Standorten Salzburg-Liefering und Hüttau/Lungötz verkehrt. Die Verlagerung dieser über 700.000 Tonnen pro Jahr von der Straße auf die Schiene wurde von Friedrich Ahammer, damals Projektleiter bei M. Kaindl Holzindustrie, und Gunther Pitterka, initiiert. Eine Besonderheit sind die mit speziellen Wingliner-Türen ausgestatteten 30'-Transportbehälter der Fa. Multibox GmbH.
Die ersten internationalen Rundholz-Ganzzüge aus Dänemark und Deutschland nach Österreich wurden 2005 befördert. Im selben Jahr erfolgte auch die Gründung der deutschen Niederlassung in Freilassing. 2009 starteten grenzüberschreitende Verkehre aus Polen, der Slowakei und Tschechien nach Deutschland und ein Jahr später aus der Ukraine zu deutschen Kunden.
2007 wurden erstmals Wagenmeister ausgebildet und angestellt, seit 2010 werden auch Triebfahrzeugführer ausgebildet. Bei der SETG sind ca. 120 Triebfahrzeugführer, Wagenmeister sowie Rangierbegleiter/Verschieber beschäftigt (Stand: Dezember 2023). Unterstützt werden sie durch Drittfirmen sowie Dritt-EVU.
2013 wurde mit über 3,5 Mio. transportierten Tonnen und einem Jahresumsatz von EUR 38,7 Mio. der bisherige Höchststand in der Firmengeschichte erreicht. 2014 wurde das Tochterunternehmen S-Air Salzburg Flugbetrieb GmbH (S-Air) gegründet. Ab 2014 wurden die ersten vier E-Loks Siemens Vectron genutzt, 2018 folgten drei Lokomotiven der Baureihe 187.
Den Verkehr bestreiten die konzessionierten Eisenbahnverkehrsunternehmen K-Rail GmbH (Deutschland), S-Rail GmbH (Deutschland und Österreich), die S-Rail CZ s.r.o. in Prag und über die Beteiligungsgesellschaft TEN-Rail s.r.o. in Slowenien.

## Leistungen

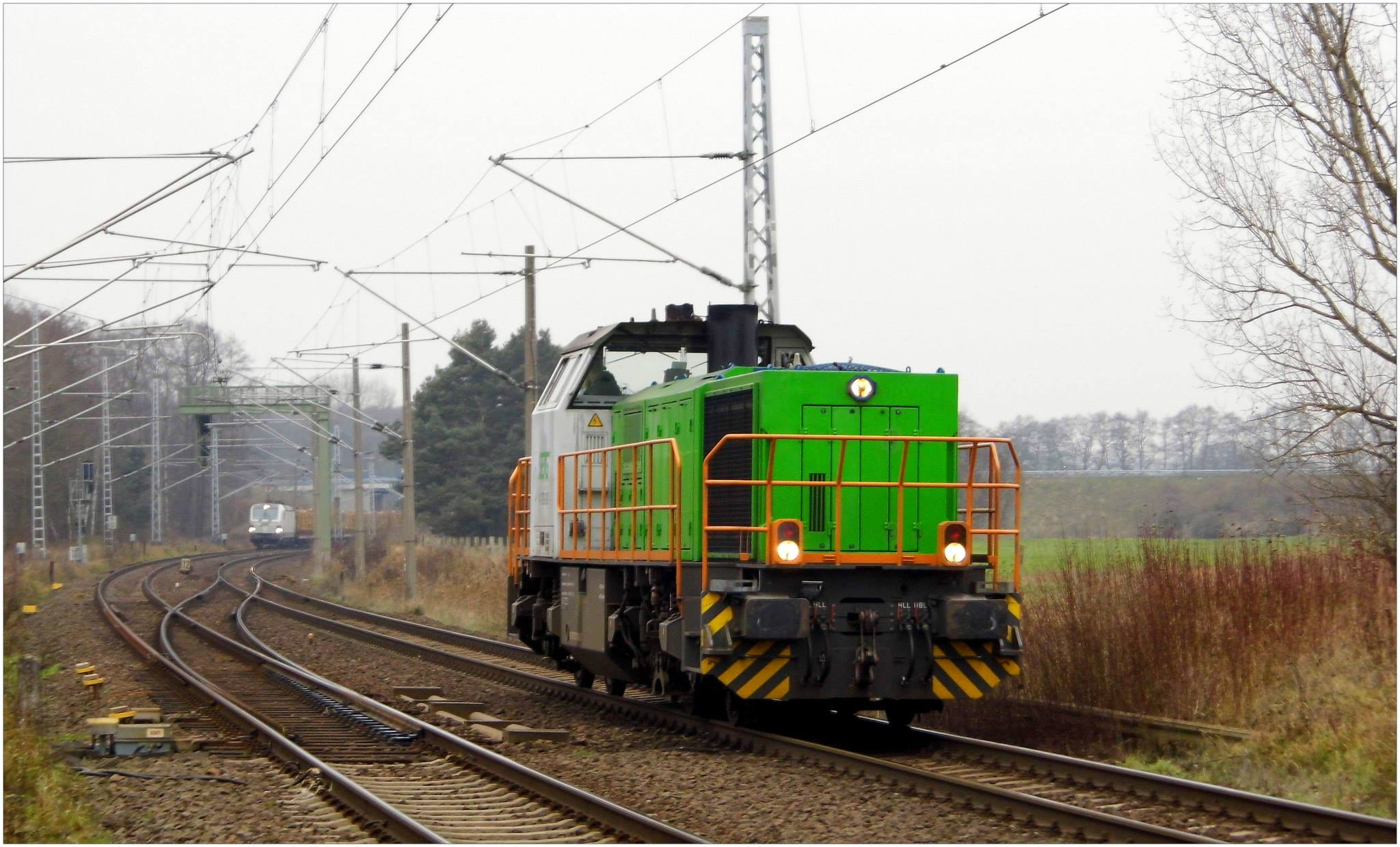
SETG V1700.01 wartet in Borstel auf die Übernahme des im Hintergrund mit SETG Vectron 193.831 eintreffenden Rundholz-Ganzzuges

Die Salzburger Eisenbahn Transportlogistik GmbH betreibt Ganzzüge überwiegend in den Ländern Österreich und Deutschland. Regelmäßig befördert das Unternehmen Züge mit Forstprodukten (darunter Rundholz, Hackgut, Recyclingholz, Rinde und Schnittholz) sowie Züge mit Fahrzeugen, Zellstoff, Papier, Stahl und chemischen Produkten. Ansonsten übernimmt das Unternehmen auch Züge des kombinierten Ladungsverkehrs (KV-Züge).

## Flotte
Das Unternehmen greift zur Durchführung von Ganzzügen auf Lokomotiven zurück, die überwiegend in Österreich und Deutschland eingesetzt werden. Die Wagen sind in ganz Europa unterwegs.

### Elektroloks
Hauptsächlich kommen bei der SETG E-Loks der Baureihe 193 (Siemens Vectron) zum Einsatz. Der Großteil ist von ELL geleast, während ein kleiner Rest von Railpool kommt oder sich im Eigenbesitz befindet.
| Baureihe                        | Anzahl | Betreibernummer |
| ------------------------------- | ------ | --- |
| Baureihe 187 (Traxx AC3)        | 5      | 187 302–303, 316, 347 487 001 |
| Baureihe 193 (Vectron)          | 27     | 193 135, 157, 204, 209, 218, 219, 240, 285, 691, 692, 693, 722, 728, 736, 746, 752, 761, 765, 812, 814, 821, 831, 832, 839, 919, 950, 952, |
| Baureihe 248 (Vectron Dualmode) | 5      | 248 016, 017, 064, 065, 955 |
| Baureihe 4855                   | 2      | 4855.01, 4855.02 |

Einige Loks der Flotte wurden nach einem bestimmten Thema foliert.
| Lok     | Farbgebung                          | Eigentümer |
| ------- | ----------------------------------- | ---------- |
| 193 204 | Wolfgang Amadeus Mozart             | ELL        |
| 193 218 | Ludwig van Beethoven                | ELL        |
| 193 219 | Stille Nacht                        | ELL        |
| 193 728 | Luchs                               |            |
| 193 736 | Marco Polo                          | ELL        |
| 193 746 | Jedermann/Hugo von Hofmannsthal     | ELL        |
| 193 691 | Die Waffen Nieder/Berta von Suttner | S-Rail     |
| 193 692 | Wood Works/Holzlok                  | S-Rail     |
| 193 693 | Hecht                               |            |
| 193 831 | Christian Doppler                   | ELL        |
| 193 839 | Alpenlok                            | ELL        |
| 193 919 | Alpensteinbock                      |            |
| 487 001 | Murmeltier                          | S-Rail     |

### Dieselloks
Darüber hinaus verwendet SETG auch Dieselloks für die Durchführung von Transporten sowie deren Zusammenstellung: die Eurorunner 20 für Streckenleistungen, den Rest hauptsächlich für die Zugbildung sowie für die letzte Meile.
| Baureihe (Bezeichnung)                      | Anzahl | Nummerierung                                     |
| ------------------------------------------- | ------ | ------------------------------------------------ |
| Baureihe 223/253 (Eurorunner 20)            | 5      | ER 20.01, 02, 03, 04, 05                         |
| Baureihe 277 (G 1700-2)                     | 4      | V 1700.01, 02, 03, 04                            |
| Baureihe 211/212, Reihe 2048 (V 100 (West)) | 11     | V 100.51, 52, 53, 54, 55, 56, 57, 58, 59, 60, 61 |
| Baureihe 202/203 (V 100 (DR))               | 3      | V 100.02, 03, 04                                 |
| Baureihe 361/363 (V 60)                     | 4      | V 60.01, 02, 03, 04                              |
| Deutz (Typ A12L 614 R)                      | 1      | V 20.01                                          |

### Güterwagen
Zudem verfügt SETG über mehr als 900 Güterwagen verschiedener Typen im Eigen- als auch Fremdbesitz.
| Waggon           | Ladegut           |
| ---------------- | ----------------- |
| Sgjnss           | Container         |
| Snps 'SFLEXWOOD' | Rund-/Schnittholz |
| Snps-XL          | Rund-/Schnittholz |
| Sggrss 80'       | Container         |
| Sggrss 90'       | Container         |